# Jerzy Turek
Jerzy Turek (ur. 17 stycznia 1934 w Tchórzowej, zm. 14 lutego 2010 w Warszawie) – polski aktor teatralny, filmowy i telewizyjny.

## Życiorys

### Młodość
Urodził się w we wsi Tchórzowa niedaleko Węgrowa. Miał siostrę Mariannę oraz dwóch braci – jeden z nich miał na imię Konstanty. Po zakończeniu II wojny światowej, w 1945 przeniósł się wraz z rodzicami do Kobyłki pod Warszawą. Po ukończeniu szkoły podstawowej naukę kontynuował w warszawskim Technikum Budowy Samochodów na Pradze, przy ulicy Targowej. Tam poznał późniejszego aktora Wojciecha Pokorę, z którym się zaprzyjaźnił. Planowali ukończyć szkołę oficerską. Po ukończeniu technikum obaj dostali pracę w Fabryce Samochodów Osobowych na Żeraniu, gdzie występowali też amatorsko na scenie zakładowego zespołu artystycznego, co sprawiło, że postanowili spróbować swoich sił w aktorstwie. Po maturze w Liceum Technik Teatralnych w Warszawie, rozpoczął studia na PWST w Warszawie, które ukończył w 1958 z Janem Kobuszewskim i Wojciechem Pokorą.

### Kariera teatralna
Po dyplomie zaangażował się do Teatru Ziemi Opolskiej, gdzie w 1958 zadebiutował w roli Teodora Rousseau w sztuce Jarosława Iwaszkiewicza Lato w Nohant w reżyserii Mariana Godlewskiego. Po jednym sezonie powrócił do Warszawy i w latach 1959–1961 związany był z Teatrem Syrena. Następnie grał w teatrach warszawskich: Polskim (1961–1969), Narodowym (1969–1974, 1982–1985), Rozmaitości (1974–1982). Od 1986 do śmierci był aktorem Teatru Kwadrat. Występował także w kabarecie „Owca” u Jerzego Dobrowolskiego.

### Kariera ekranowa
Po raz pierwszy trafił na ekran jako powstaniec w czarno-białym komediodramacie wojennym Andrzeja Munka Eroice (1957). Pierwszą większą rolę jednego z głównych bohaterów – Franka Sochę „Wyskrobka”, żołnierza I Armii Wojska Polskiego zagrał w dramacie wojennym Kazimierza Kutza Krzyżu Walecznych (1958). Potem wystąpił w roli Jaśka, adiutanta Hyrnego (Piotr Pawłowski) w wojennym dramacie psychologicznym Witolda Lesiewicza Kwiecień (1961). Przełomową rolą okazała się postać szeregowego Wacława Orzeszko w komedii wojennej Tadeusza Chmielewskiego Gdzie jest generał... (1963) u boku Elżbiety Czyżewskiej.
Był odtwórcą charakterystycznych drugoplanowych ról lub epizodycznych w kultowych realizacjach Stanisława Barei: laboranta Czerskiego w Kapitanie Sowie na tropie (1965), kierowcy ciężarówki w Niespotykanie spokojnym człowieku (1975) i trenera II klasy Wacława Jarząbka w klubie sportowym „Tęcza” podśpiewującego do szafy „łubu dubu, łubu dubu, niech żyje nam prezes naszego klubu!” w Misiu (1980) oraz księgowego Tadeusza Kubiaka, żyjącego pod pantoflem żony śpiewaczki (Halina Kowalska) w serialu Alternatywy 4 (1983).
Grał w Teatrze Telewizji, w spektaklach Adama Hanuszkiewicza, Gustawa Holoubka, Zygmunta Huebnera i Jerzego Antczaka. W serialu Czterej pancerni i pies (1969) wystąpił jako Józek Szawełło, bratanek Konstantego (Mieczysław Czechowicz), a w komedii wojennej Hieronima Przybyła Rzeczpospolita babska (1969) był hydraulikiem. Tadeusz Chmielewski zaangażował go do roli zaopatrzeniowca Zygmunta Bączyka z Sulęcic w Nie lubię poniedziałku (1971), a  Sylwester Chęciński powierzył mu rolę milicjanta Frania, bratanka Kazimierza w Nie ma mocnych (1974). Wcielił się w postać wybuchowego i rygorystycznego Zenona Solskiego, ojca głównej bohaterki Kasi (Grażyna Błęcka-Kolska) w komedii Romana Załuskiego – Kogel-mogel (1988) i jej kontynuacji Galimatias, czyli kogel-mogel II (1989). Od 1997 grał rolę dobrodusznego i sympatycznego listonosza Józefa Garlińskiego w serialu Złotopolscy.

## Życie prywatne
Przed maturą poznał Bolesławę „Lesię”, z którą 6 października 1962 wziął ślub cywilny, a dwa tygodnie później ślub kościelny. Mieli bliźnięta - Piotra i Pawła (ur. 20 marca 1964). W 1977, jeden z jego synów, Paweł, w wieku trzynastu lat podupadł na zdrowiu i zmarł. Turek nikomu się z tego nie zwierzał. Dopiero pod koniec życia swoją tajemnicę wyznał w rozmowie Krzysztofowi Lubczyńskiemu do jego książki Mieszanka filmowa. Rozmowy i szkice literackie.
W 1973 zdarł gardło, na strunach głosowych pojawiły się polipy i musiał poddać się operacji wycięcia migdałków. W lipcu 2009 przeszedł udar mózgu. Przez wiele miesięcy leżał w szpitalu. Aktor cierpiał też na choroby układu krążenia.
Zmarł 14 lutego 2010 w wieku 76 lat na białaczkę. Został pochowany 22 lutego 2010 w Kobyłce koło Warszawy.

## Upamiętnienie
- 22 czerwca 2015 w Kobyłce jedna z ulic została nazwana imieniem Jerzego Turka[12].
- Jerzy Turek czas wolny spędzał na majsterkowaniu i łowieniu ryb. W 2008 został członkiem Koła Polskiego Związku Wędkarskiego nr 29 w Kobyłce. Po jego śmierci, w 2010 zrzeszeni wędkarze zorganizowali na jego cześć pierwszą edycję Memoriału Wędkarskiego Jerzego Turka, w którym wzięło udział 58 wędkarzy, w tym przyjaciele i koledzy aktorzy: Andrzej Grabarczyk, Andrzej Kopiczyński, Grzegorz Wons, Paweł Wawrzecki i wielokrotny Mistrz Polski w wędkarstwie spławikowym Edmund Gutkiewicz[13].

## Filmografia
- 1957 – Eroica jako powstaniec-wartownik (nie występuje w czołówce)
- 1958 – Krzyż Walecznych jako Franek Socha „Wyskrobek”
- 1961 – Kwiecień jako Jasiek, adiutant Hyrnego
- 1961 – Ludzie z pociągu jako poznaniak
- 1961 – Tarpany jako Jan Stolarz, zalotnik Basi
- 1961 – Złoto jako współlokator
- 1962 – Troje i las jako chłop
- 1963 – Daleka jest droga jako strzelec Mikoś
- 1963 – Gdzie jest generał... jako szeregowy Orzeszko
- 1963 – Liczę na wasze grzechy jako saksofonista, sąsiad Panka (nie występuje w czołówce)
- 1963 – Smarkula jako chuligan w parku
- 1964 – Agnieszka 46 jako fryzjer Maks
- 1964 – Barbara i Jan jako Jerzy Kurek z „Żołnierza Zwycięstwa”
- 1965 – Kapitan Sowa na tropie jako laborant Czerski
- 1965 – Niekochana jako Stasio, służący w majątku
- 1965 – Markiza de Pompadour jako milicjant Badura
- 1965 – Podziemny front jako żołnierz AL
- 1965 – Powrót doktora von Kniprode jako chorąży Łoza
- 1965 – Trzy kroki po ziemi jako kierowca pogotowia ratunkowego (nie występuje w czołówce)
- 1965 – Piwo jako kelner
- 1965 – Wyspa złoczyńców jako student
- 1965 – Zawsze w niedziele jako bramkarz Antoni Krawczyk
- 1966 – Bariera jako kelner (nie występuje w czołówce)
- 1966 – Ktokolwiek wie... jako ksiądz prowadzący pielgrzymkę
- 1966 – Mocne uderzenie jako Johnny Tomala/gitarzysta big–beatowy
- 1966 – Piekło i niebo jako diabeł z klapcążkami w starym piekle
- 1967 – Ja gorę! jako Pogorzelski
- 1967 – Paryż – Warszawa bez wizy jako chorąży Kotwicz
- 1969 – Planeta ziemia
- 1969 – Do przerwy 0:1 jako plutonowy MO
- 1969 – Dzień oczyszczenia jako „Ścieżka”, członek oddziału majora „Dziadka”
- 1969 – Rzeczpospolita babska jako hydraulik
- 1969 – Czterej pancerni i pies jako Józek Szawełło
- 1970 – Epilog norymberski jako obrońca
- 1970 – Hydrozagadka jako pijany dróżnik
- 1970 – Legenda jako Franek, żołnierz oddziału partyzanckiego
- 1970 – Prawdzie w oczy jako Frydman
- 1970 – Wakacje z duchami (serial TV), odc. 6; jako robotnik Franek
- 1971 – Milion za Laurę jako milicjant Walczak
- 1971 – Nie lubię poniedziałku jako Zygmunt Bączyk, zaopatrzeniowiec z Sulęcic
- 1971 – Podróż za jeden uśmiech jako kierowca, miłośnik Szekspira
- 1972 – Kaprysy Łazarza jako pomocnik sklepowego
- 1972 – Zniszczyć pirata jako mechanik lotniczy
- 1973 – Czarne chmury (serial TV) jako Błażej, żołnierz straży marszałkowskiej (nie występuje w czołówce)
- 1973 – Droga (serial TV) jako milicjant Franio
- 1973 – Janosik jako Grzegorz, lokaj hrabiego
- 1974 – Awans jako Wyskrobek
- 1974 – Nie ma mocnych jako milicjant
- 1975 – Niespotykanie spokojny człowiek jako kierowca ciężarówki
- 1975 – Partita na instrument drewniany jako cieśla Weych
- 1976 – Hasło jako smolarz
- 1977 – Dziewczyna i chłopak (serial TV) jako gajowy Kulik
- 1977 – Lalka jako furman Wysocki
- 1977 – Palace Hotel jako podoficer niemiecki kierujący łapanką
- 1977 – Żołnierze wolności jako współzałożyciel KRN
- 1978 – Koty to dranie jako robotnik z młotem pneumatycznym
- 1978 – Ślad na ziemi jako robotnik w windzie
- 1978 – Somosierra. 1808 jako polski szwoleżer przypalający fajkę
- 1979 – Doktor Murek (serial TV) jako bezdomny w noclegowni
- 1979 – W słońcu i w deszczu (serial TV), odc. 2, 3, 4; jako Ryszard, trener Julki
- 1980 – Droga jako Karol
- 1980 – Dziewczyna i chłopak jako gajowy
- 1980 – Miś jako Wacław Jarząbek, trener II klasy w klubie sportowym „Tęcza”
- 1980 – Polonia Restituta jako członek Komitetu Narodowego Polskiego (nie występuje w napisach)
- 1981 – Yokohama jako milicjant
- 1982: Popielec (serial TV) – odc. 1, 2, 4, 5, 6, 7, 8, 9; jako Bator
- 1983 – Alternatywy 4 jako Tadeusz Kubiak
- 1983 – Wierna rzeka jako sołtys
- 1984 – Lato leśnych ludzi (serial TV), odc. 2, 3, 4; jako opiekun motocyklistów
- 1984 – Trzy młyny (miniserial TV) jako Juryk
- 1985 – Dłużnicy śmierci jako listonosz Zalewski
- 1985 – Żuraw i czapla (serial TV) jako nauczyciel chemii w liceum Marcina
- 1987 – Ballada o Januszku jako listonosz
- 1987 – Jedenaste przykazanie jako Rogal, opróżniający szambo
- 1987 – Opowieść Harleya jako milicjant
- 1988 – And the Violins Stopped Playing jako polski chłop
- 1988 – Dekalog 10 jako filatelista na giełdzie
- 1988 – Kogel-mogel jako Zenon Solski, ojciec Kasi
- 1988 – Pożegnanie cesarzy jako Paweł, zięć Tomasza
- 1988 – Złodziej
- 1989 – Galimatias, czyli kogel-mogel II jako Zenon Solski, ojciec Kasi
- 1989 – Goryl, czyli ostatnie zadanie... jako kierowca Szefa
- 1989 – Janka (serial TV) jako felczer Gabara
- 1989 – Paziowie (serial TV) jako pan Strasz, opiekun paziów
- 1991 – Rozmowy kontrolowane jako Wacław Jarząbek, trener II klasy w klubie sportowym „Tęcza”
- 1991 – Szwedzi w Warszawie jako Hieronim Żurawski
- 1992 – Aby do świtu... (serial TV), odc. 6, 7, 9, 11, 12, 14, 17; jako „Czytacz”, emerytowany cenzor
- 1994 – Bank nie z tej ziemi (serial TV), odc. 9; jako chłop
- 1995 – Sukces (serial TV), odc. 3, 6; jako Magalik, właściciel cukierni w kamienicy Skarbków w Toruniu
- 1997 – Pokój 107 (serial TV), jako majster Stefan, stryj Irka
- 1997–2009 – Złotopolscy jako listonosz Józef Garliński
- 1999 – Wszystkie pieniądze świata jako dozorca Florian
- 2000 – Dom (serial TV), odc. 21, 23, 25; jako wuj Heńka Lermaszewskiego
- 2002 – As (serial TV), odc. 2; jako Józef Kurtz, teść Orkisza
- 2006 – Egzamin z życia (serial TV), odc. 43; jako pan Czesio
- 2007 – Ryś jako Wacław Jarząbek, trener II klasy w klubie sportowym „Tęcza”

## Kariera teatralna
W wywiadzie dla „Rzeczpospolitej” (nr 11/2005) przyznał, że wyżej ceni teatr niż film: ˌˌFilm to lipa, tam nawet amator może zagrać, jak jest dobry reżyser. Zagrać 200 przedstawień na scenie tak samo – to jest profesjonalizmˈˈ.
W swojej długoletniej karierze był aktorem teatrów:
- Teatr Ziemi Opolskiej w Opolu (1958–1959)
- Teatr Syrena w Warszawie (1959–1961)
- Teatr Polski w Warszawie (1961–1969)
- Teatr Narodowy (1969–1974)
- Teatr Rozmaitości w Warszawie (1974–1982)
- Teatr Narodowy (1982–1985)
- Teatr Dramatyczny w Elblągu (1985–1986)
- Teatr Kwadrat w Warszawie (1986–2009)

## Dubbing
- Kubuś Puchatek (bajka muzyczna wydana przez Polskie Nagrania na kasecie; CK 415) jako Osioł Kłapouchy
- Chatka Puchatka (bajka muzyczna wydana przez Polskie Nagrania na kasecie; CK 416) jako Osioł Kłapouchy

## Odznaczenia i nagrody
- 1967 – Odznaka 1000-lecia Państwa Polskiego (1967)[14]
- 2001 – Nagroda (indywidualna nagroda specjalna w kategorii: najlepszy aktor na II Festiwalu Dobrego Humoru w Trójmieście)
- 2001 – Nagroda („Kryształowy Granat” na Festiwalu Filmów Komediowych w Lubomierzu)
- 2010 – Krzyż Oficerski Orderu Odrodzenia Polski (pośmiertnie, za „wybitne zasługi dla kultury polskiej i za osiągnięcia w pracy artystycznej”)[15].